# Walter Perkins
Walter "Baby Sweets" Perkins (10 de febrero de 1932, Chicago, Illinois-14 de febrero de 2004, Queens, Nueva York) fue un baterista de jazz estadounidense. 
Formado en el importante mundo jazzístico de Chicago, entre 1956 y 1957 Perkins trabajó Ahmad Jamal, antes de formar la banda MJT+3, con Paul Serrano, Nicky Hill, Muhal Richard Abrams y Bob Cranshaw. En 1959, una nueva versión de la banda 1959, con Willie Thomas, Frank Strozier, Harold Mabern y Cranshaw grabó para Vee-Jay y continuaron a tocar en Chicago hasta 1962, cuando Perkins se fue a Nueva York.
Tocó con Sonny Rollins en 1962 y acompañó a Carmen McRae en 1962-63, y en 1964 con Art Farmer y Teddy Wilson. También tocó con Rahsaan Roland Kirk, George Shearing, Gene Ammons, Charles Mingus, Billy Taylor, Booker Ervin, Jaki Byard, Lucky Thompson, Pat Martino, Sonny Stitt, Sonny Criss, Charles Earland.

## Discografía
- 1963: Reeds & Deeds - Roland Kirk
- 1963: Little Johnny C - Johnny Coles
- 1963: Exultation! - Booker Ervin
- 1964: I Talk with the Spirits - Roland Kirk
- 1964: Holiday Soul - Bobby Timmons